# Schuurkerk (Ronse)

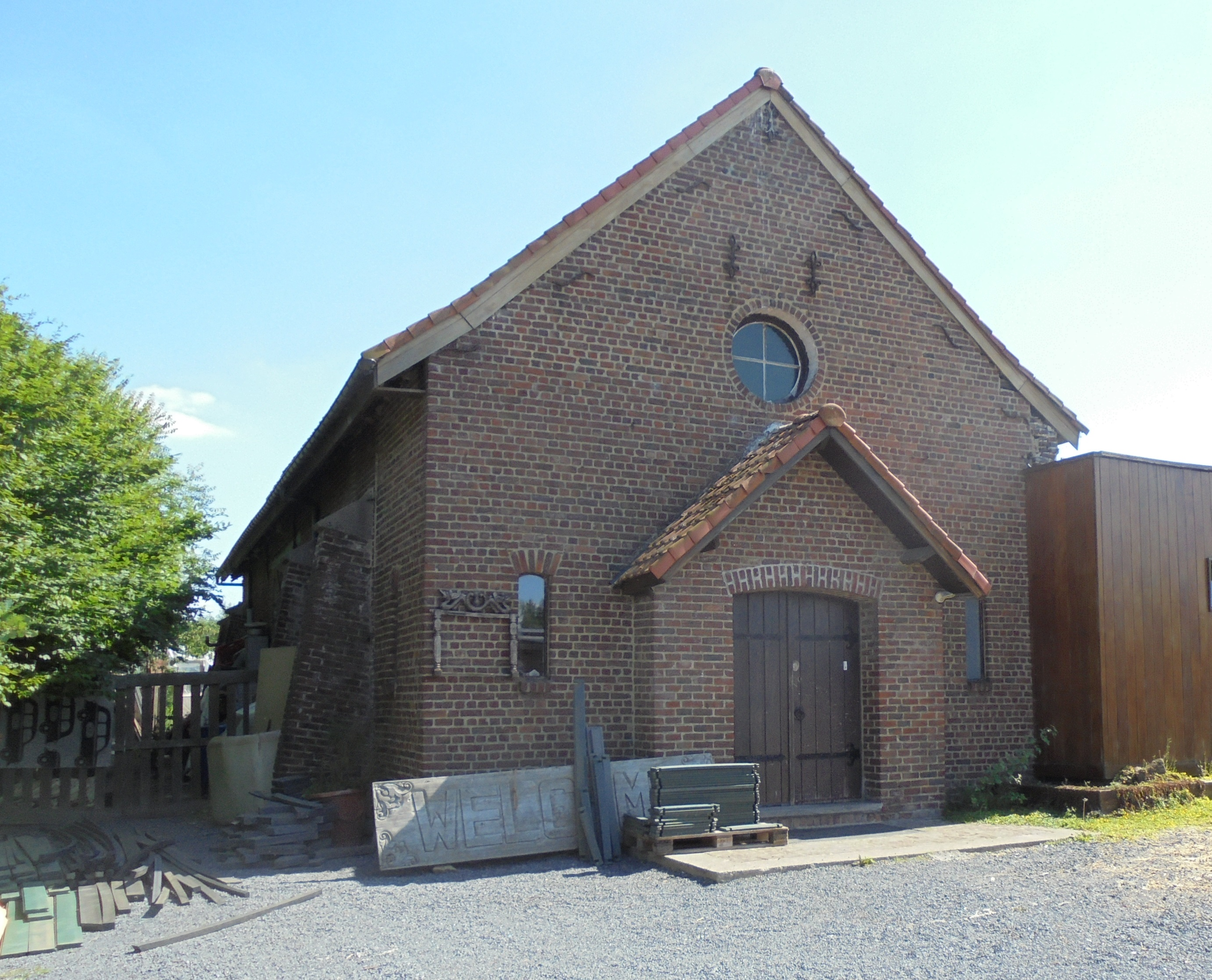
Voormalige Kerk-Sint-Pieter in Ronse

De Schuurkerk is een voormalig rooms-katholiek kerkgebouw in de Oost-Vlaamse stad Ronse, gelegen aan de Lorettestraat 153.
Het betreft een boerenschuur uit de 2e helft van de 19e eeuw die werd omgebouwd tot kerk naar ontwerp van Marcel De Roover. Van 1950-1996 werd de kerk als zodanig gebruikt. Er werd daartoe een portaal en een dakruiter aangebracht. Deze dakruiter werd later verwijderd. De gebouwen van de bijbehorende boerderij werden tussen 2010 en 2012 gesloopt, maar de schuur bleef behouden.